# Кикех
Кикех, Блок K (англ. Kikeh) — нефтяное месторождение на шельфе штата Сабах Малайзии, близ г. Кота-Кинабалу. Открыто в 2002 году. Освоение началось в августе 2007 году.
Скважина пройдена на шельфе с глубинами моря около 1330 м. Начальные запасы нефти Кикех оцениваются в 700 млн баррелей или 110 млн тонн.
Оператором месторождения является американская компания Murphy Oil Corp (80 % капитала). Остальными 20 % владеет малайзийская компания Petronas. Добыча нефти 2008 году составила 3,6 млн тонн.
Нефть с месторождения будет перекачиваться с плавучей платформы «Kikeh Truss Spar» на специальное комплексное буровое судно для сепарации и хранения.